# 脑珊瑚

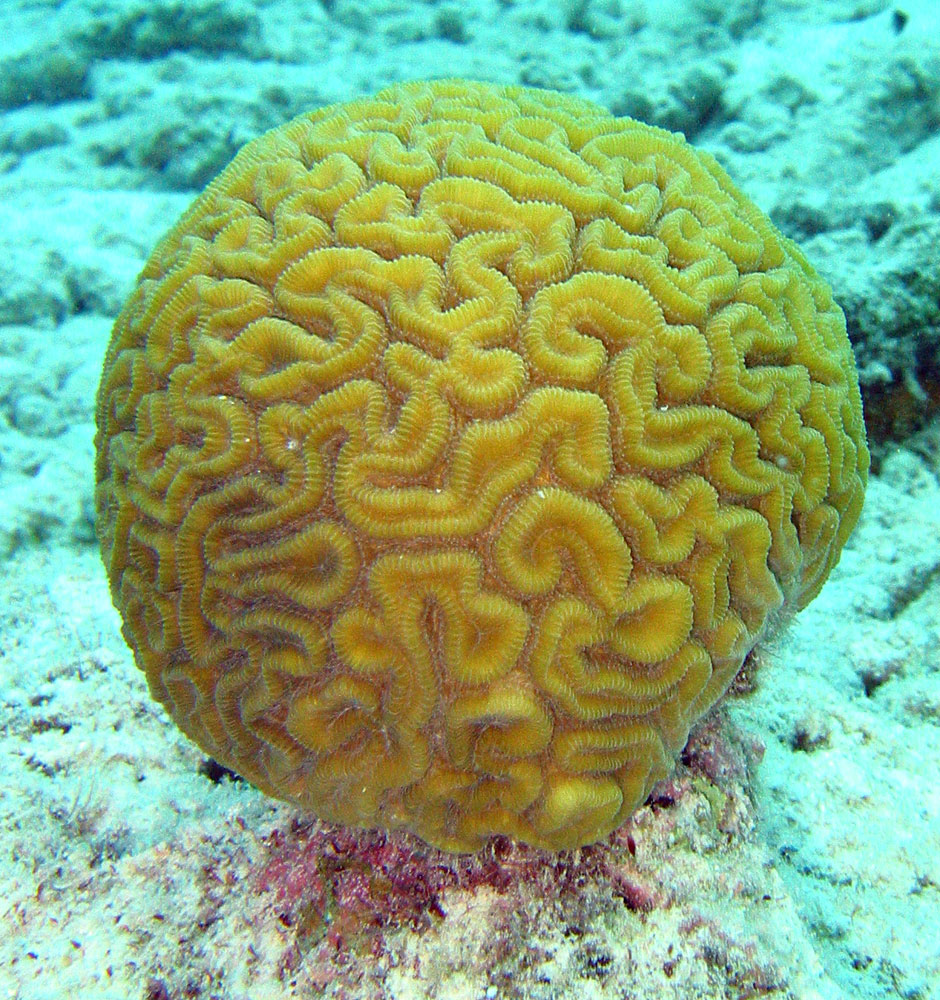
脑珊瑚

脑珊瑚是人們對包括褶葉珊瑚科和裸肋珊瑚科在內的各种珊瑚的俗稱，由于它们一般是球状的，表面有凹槽，外形與大脑類似，所以被称为脑珊瑚。最大的脑珊瑚寿命可達900年。脑珊瑚一般在夜间伸出它们的触角来捕捉食物。